# Карл Спаатс
Карл Ендрю Спаатс (англ. Carl Andrew Spaatz; 28 червня 1891, Боєртаун, штат Пенсільванія — 14 липня 1974, Вашингтон) — американський воєначальник Повітряних сил країни, генерал, перший начальник штабу Повітряних сил США (1947—1948). За часів Другої світової війни командував 12-ю, 15-ю та 8-ю повітряними арміями. Єдиний з воєначальників союзників, хто був присутній на всіх трьох церемоніях здачі ворога під час Другої світової війни: 7 травня 1945 року в Реймсі під час підписання протоколу попередньої капітуляції Німеччини, 8 травня в Карлсгорсті при підписанні акту капітуляції гітлерівської Німеччини, 2 вересня на борту лінкора «Міссурі» при підписанні акту капітуляції Японії.

## Біографія
Карл Ендрю Спаатс народився 28 червня 1891 року у містечку Боєртаун, штат Пенсільванія у родині з німецькими коріннями.
Військова кар'єра
- 1 березня 1910 — кадет
- 12 червня 1914 — другий лейтенант
- 1 липня 1916 — перший лейтенант
- 15 травня 1917 — капітан
- 17 червня 1918 — майор
- 27 лютого 1920 — капітан
- 1 липня 1920 — майор
- 18 грудня 1922 — капітан
- 1 лютого 1923 — майор
- 16 вересня 1935 — підполковник
- 7 листопада 1939 — полковник
- 2 жовтня 1940 — бригадний генерал
- 28 січня 1942 — генерал-майор
- 17 вересня 1942 — полковник
- 12 березня 1943 — генерал-лейтенант
- 1 вересня 1943 — бригадний генерал
- 5 жовтня 1944 — генерал-майор
- 11 березня 1945 — генерал

1910 році він поступив до Вест-Пойнта, у якому 12 червня 1914 року закінчив навчання з одночасним присвоєнням первинного офіцерського звання «другий лейтенант». Військову службу розпочав у 25-му піхотному полку у Шофілд Барракс на Гаваях. 13 жовтня 1915 року поступив на льотні курси Авіаційної секції Корпусу зв'язку, які успішно завершив 15 травня 1916 року, ставши військовим льотчиком. Під час Мексиканської експедиції служив у 1-й повітряній ескадрильї, що діяла разом з експедиційними військами генерала Дж. Першинга. У ході експедиції літав на біпланах Curtiss JN-3.
Після вступу Сполучених Штатів у Першу світову війну, К. Спаатс у складі 31-ї повітряної ескадрильї Американських експедиційних сил взяв участь у боях на Західному фронті. Й хоча він пробув дуже стислий термін в Європі, всього три тижні, він встигнув здобути три перемоги над німецькими літаками, за що був відзначений Хрестом «За видатні заслуги».
На початку 1919 року він повернувся до США, де продовжив службу в лавах підрозділів військової авіації в Каліфорнії та Техасі. У післявоєнний час піддався різким змінам у військових званнях через прийняті Конгресом нові правила проходження військової служби офіцерським корпусом. І хоча війну завершив у чині майора, К. Спаатс ще неодноразово отримував звання капітана через ці критерії. У червні 1925 року завершив тактичну школу підготовки льотного складу у Ленглі-Філд.
З травня 1929 р. до жовтня 1931 року К. Спаатс командував 7-ю бомбардувальною групою на Роквелл-Філд, а згодом 1-м бомбардувальним крилом на авіабазі Марч. У серпні 1935 р. він поступив до Командно-штабного коледжу у Форт Лівенворті, який закінчив у червні 1936 року.
У листопаді 1939 року він відбув у службове відрядження до Великої Британії, де в той час розгорялася битва за Британію, і провів декілька місяців у ролі військового спостерігача. Після повернення у серпні 1940 року отримав посаду в офісі командувача Повітряними силами армії США, незабаром став начальником управління планування.
У січні 1942 року К. Спаатс отримав призначення на посаду командувача Бойовим командування ПС особисто за наказом начальника штабу армії генерала Дж. Маршалла. У травні 1942 року став командувачем 8-ї повітряної армії. Згодом очолив усі американські повітряні сили на Європейському театрі війни, одночасно залишаючись командувати повітряною армією. У лютому 1943 року його призначили командувачем усіма Союзними повітряними силами у Північно-Західній Африці, в березні став командувачем 12-ї повітряної армії, потім 15-ї армії, а січні 1944 року генерала призначили командувати Стратегічними Повітряними силами США в Європі. На цій посаді він особисто керував плануванням, підготовкою та проведенням стратегічних бомбардувань американської авіації проти нацистської Німеччини. Під його керівництвом були дві повітряні армії: 8-ма генерал-лейтенанта Дж. Дуліттла з базуванням на англійських аеродромах та 15-та генерал-лейтенанта Н. Твайнінга, що базувалася в Італії.
11 березня 1945 року К. Спаатс був підвищений у генерали. Після завершення війни в Європі його перевели на Тихоокеанський театр війни, де він очолив Стратегічні Повітряні сили США на Тихому океані. Перебуваючи на цій посаді він керував організацією та проведенням стратегічних бомбардувань Японії, зокрема він брав участь у розробці плану ядерного бомбардування Хіросіми та Нагасакі.
Генерал К. Спаатс став єдиний з воєначальників союзників, хто особисто був присутній на трьох церемоніях капітуляції противника під час Другої світової війни: 7 травня 1945 року в Реймсі під час підписання протоколу попередньої капітуляції Німеччини, 8 травня в Карлсгорсті при підписанні акту капітуляції гітлерівської Німеччини, 2 вересня на борту лінкора «Міссурі» в Токійській затоці при підписанні акту капітуляції Японії.
У липні 1945 року Президент Г. Трумен номінував К. Спаатса на присвоєння постійного звання генерал, а вже в лютому 1946 року він  змінив генерала Генрі Арнольда на посаді головнокомандувача ПС армії США. У вересні 1947 року, після набрання чинності Закону про національну безпеку й створення окремого виду збройних сил — Повітряних сил, він став їхнім першим начальником штабу.
30 червня 1948 року генерал К. Спаатс пішов у відставку з військової служби й до 1961 року працював у журналі «Ньюсвік» редактором військового розділу видання. Також з 1952 року до своєї смерті він входив до Комітету головних радників начальника штабу ПС.
14 липня 1974 року генерал К. Спаатс помер у Вашингтоні, похований на кладовищі Академії ПС у Колорадо-Спрінгз, Колорадо.